# Västerträsket (sjö i Pargas, Egentliga Finland)
Västerträsket är en sjö i kommunen Pargas i landskapet Egentliga Finland i Finland. Arean är 13 hektar och strandlinjen är 1,54 kilometer lång.  Den  ingår i Norra Skärgårdshavets avrinningsområde.  Sjön ligger omkring 36 kilometer sydväst om Åbo och omkring 170 kilometer väster om Helsingfors på ön Lillandet, Nagu. 
Norr om Västerträsket ligger Raggfjärden. 